# Jung Yoo-jin
Jung Yoo-jin (hangul: 정유진; hanja: 鄭釉珍; rr: Jeong Yu-jin; MR: Chŏng Yujin; nascida em 19 de fevereiro de 1989), também conhecida como Eugene Jung, é uma atriz e modelo sul-coreana. Ela iniciou sua carreira artística como modelo na YG Entertainment e é conhecida por seus papéis em dramas coreanos como Heard It Through the Grapevine (2015), Moorim School (2016) e W (2016).
Em fevereiro de 2018, Jung juntou-se a FNC Entertainment.

## Filmografia

### Filmes
| Ano  | Título          | Papel                      | Ref.  |
| ---- | --------------- | -------------------------- | ----- |
| 1995 | 301, 302        | Oh Rin-yi                  |       |
| 1997 | Beat            | Kyeong-ja                  |       |
| 2016 | Like for Likes  | participação, papel: atriz |       |
| 2018 | Summer Vacation | Soo-yeon                   | [ 4 ] |

### Televisão
| Ano  | Título                           | Papel                    | Emissora | Ref.        |
| ---- | -------------------------------- | ------------------------ | -------- | ----------- |
| 2015 | Heard It Through the Grapevine   | Jang Hyun-soo            | SBS      | [ 5 ]       |
| 2015 | Because It's The First Time      | Ryoo Se-hyun             | OnStyle  |             |
| 2016 | Moorim School: Saga of the Brave | Chae Young/Hwang Seon-ah | KBS      | [ 6 ] [ 7 ] |
| 2016 | W                                | Yoon So-hee              | MBC      | [ 8 ] [ 9 ] |
| 2018 | Something in the Rain            | Kang Se-young            | JTBC     |             |
| 2018 | Still 17                         | Hee-soo                  | SBS TV   | [ 10 ]      |
| 2019 | Romance Is A Bonus Book          | Song Hae-rin             | tvN      |             |
| 2021 | Snowdrop                         | Jang Han-na              | JTBC     | [ 11 ]      |

#### Programas de variedades
| Ano  | Título      | Função    | Emissora | Ref. |
| ---- | ----------- | --------- | -------- | ---- |
| 2010 | Inspire Now | Ela mesma | Elle TV  |      |
| 2014 | Fashion Lab | Ela mesma | YGK+ TV  |      |

### Participações em vídeos musicais
| Ano  | Título da canção        | Artista                                             |
| ---- | ----------------------- | --------------------------------------------------- |
| 2011 | "V.V.I.P"               | Seungri                                             |
| 2014 | "Skeleton"              | Donghae & Eunhyuk (Super Junior)                    |
| 2014 | "Sweet (Brand New Mix)" | Luna Park com participação de Verbal Jint           |
| 2017 | "Crazy"                 | Han Dong-geun                                       |
| 2018 | "Still Love You"        | Lee Hongki (F.T. Island) e Yoo Hwi Seung (N.Flying) |